# Ighiu
Ighiu, (in ungherese Magyarigen, in tedesco Krapundorf oppure Grabendorf) è un comune della Romania di 6 536 abitanti, ubicato nel distretto di Alba, nella regione storica della Transilvania.
Il comune è formato da un insieme di 5 villaggi: Bucerdea Vinoasă, Ighiel, Ighiu, Șard, Țelna.
Ighiu si trova circa 12 km a Nord di Alba Iulia, all'incrocio tra la strada nazionale DN79 e la strada distrettuale DJ107H.
Si hanno notizie documentate della località fin dal 1207, quando questa faceva parte del feudo di Piatra Craivii.
A circa 20 km di distanza si trova lo Iezerul Ighielului, il lago carsico più esteso della Romania.